# Ferdinand Lemaire
Ferdinand Lemaire (París, 1832 - 10 d'agost de 1879) fou un llibretista i poeta francès, sobretot conegut per escriure el llibret de l'òpera de Camille Saint-Saëns Samson et Dalila.
Lemaire era un crioll, originari de Martinica, que s'havia casat amb un cosí de l'esposa de Saint-Saëns. Saint-Saëns havia posat música prèviament a dos dels seus poemes, Souvenance i Tristesse, per a veu i piano. El compositor li va demanar d'escriure un oratori de la història de Samsó i Dalila, Lemaire hi va estar d'acord però només amb la condició que havia de ser una òpera.